# Bernhard Minetti
Bernhard Theodor Henry Minetti (Kiel, 26 gennaio 1905 – Berlino, 12 ottobre 1998) è stato un attore tedesco.
Era considerato da molti il più grande attore teatrale tedesco del secondo dopoguerra.

## Biografia
Nacque da una famiglia italiana immigrata in Germania da Crusinallo, nel verbano. Negli anni venti, si trasferì a Monaco di Baviera, dove studiò germanistica e teatro, e si avvicinò alla recitazione frequentando il Münchner Kammerspiele, dove venne diretto da importanti registi teatrali tedeschi di quell'epoca come Hermine Körner e Hans Schweikart. Venne scritturato per la prima volta nel 1926, al Teatro Nazionale di Gera e dal 1928, lavorò al Landestheater di Darmstadt, dove interpretò ruoli classici.
La sua consacrazione come attore avvenne nel 1930 dopo aver interpretato l'Amleto di Shakespeare. Nello stesso anno si trasferì a Berlino, dove lavorò allo Staatstheater, accanto ad importanti attori come Gustaf Gründgens e Werner Krauss. Pur non essendo particolarmente interessato al cinema, Minetti fece il suo esordio in tale ambito nel 1931, dove recitò nella versione cinematografica del romanzo di Alfred Döblin, Berlin Alexanderplatz, accanto ad Heinrich George. Tra il 1934 e il 1945, Minetti recitò in 17 film.
Alla fine della seconda guerra mondiale, nonostante le presunte collusioni con il regime nazista, gli fu permesso comunque di proseguire la carriera. Dal 1945 lavorò nei teatri di Kiel (dove divenne direttore), Amburgo, Francoforte e Düsseldorf. Interpretò sia i testi classici che quelli contemporanei, come Samuel Beckett, Genet, Anouihl e Luigi Pirandello. Dalla fine degli anni cinquanta lavorò anche per la televisione in vari sceneggiati.
Nel 1965, tornò Berlino e lavorò al Teatro Schiller. A partire dagli anni settanta interpretò ruoli da protagonista nelle opere di Thomas Bernhard, del quale divenne suo attore-feticcio. Lo stesso Bernhard in omaggio alla figura dell'artista e alla sua bravura, scrisse l'opera Minetti, ritratto di un artista da vecchio.
Molto significative le interpretazioni del Faust del 1982 al Freien Volksbühne, del Re Lear nel 1985 al Berliner Schaubühne e del Puck nel 1993 allo Schiller. L'ultima apparizione sul palco avvenne nel 1994 quando interpretò un piccolo ruolo nella Resistibile ascesa di Arturo Ui di Brecht al Berliner Ensemble.
Morì a Berlino nel 1998, all'età di 93 anni.
Nel 2008, in memoria dell'artista scomparso, a Bochum è stato istituito il Bernhard-Minetti-Preis che viene assegnato ogni tre anni a un artista che, come lo stesso Minetti, abbia avuto legami con il Bochumer Schauspielhaus, uno dei maggiori teatri tedeschi.

## Riconoscimenti
- 1974: Deutscher Kritikerpreis (Premio tedesco alla critica)
- 1994: Premio Pirandello

## Teatro
- Götz von Berlichingen di Johann Wolfgang Goethe, nel ruolo di Weislingen (1930/31)
- Il Tartufo di Molière, nel ruolo di Tartufo (1930/31)
- I masnadieri di Friedrich Schiller, nel ruolo di Franz Moor (1931/32)
- Faust (I e II atto) di Johann Wolfgang Goethe, nel ruolo di Wagner (1932/33)
- Re Lear di William Shakespeare, nel ruolo di Edmund (1934/35)
- Faust (I atto) di Johann Wolfgang Goethe, nel ruolo di Mefisto (1935/36)
- Riccardo III di William Shakespeare, nel ruolo di Enrico Stafford duca di Buckingham (1936/37)
- Emilia Galotti di Gotthold Ephraim Lessing, nel ruolo di Marinelli (1937/38)
- La morte di Danton di Georg Büchner, nel ruolo di Robespierre (1939/40)
- Misura per misura di William Shakespeare, nel ruolo di Angelo (1939/40)
- Giulio Cesare di William Shakespeare, nel ruolo di Bruto (1940/41)
- Il generale del diaviolo di Carl Zuckmayer, nel ruolo di Orderbruch (1947/48)
- Il misantropo di Molière, nel ruolo di Alceste (1951/52)
- I giganti della montagna di Luigi Pirandello, nel ruolo di Cotrone (1957/58)
- Danza di morte di August Strindberg, nel ruolo di Edgar (1959/60)
- Wallenstein di Friedrich Schiller, nel ruolo di Wallenstein (1960/61)
- Aspettando Godot di Samuel Beckett, nel ruolo di Pozzo (1964/65)
- Il principe di Homburg di Heinrich von Kleist, nel ruolo del principe Friedrich Wilhelm di Homburg (1972/73)
- L'ultimo nastro di Krapp di Samuel Beckett, nel ruolo di Krapp (1972/73)
- La forza dell'abitudine di Thomas Bernard, nel ruolo di Caribaldi (1973/74)
- Minetti, ritratto di un artista di Thomas Bernhard, nel ruolo di Minetti (1976/77)
- La tempesta di William Shakespeare, nel ruolo di Prospero (1977/78)
- La brocca rotta di Heinrich von Kleist, nel ruolo di Walter (1979/80)
- Der Weltverbesserer di Thomas Bernhard, nel ruolo di Weltverbesserer (1980/81)
- Faust di Johann Wolfgang Goethe, nel ruolo di Faust (1981/82)
- Amleto di William Shakespeare, nel ruolo di Amleto (1982/83)
- L'apparenza inganna di Thomas Bernhard, nel ruolo di Karl (1983/84)
- Re Lear di William Shakespeare, nel ruolo di Lear (1984/85)

## Filmografia
- Berlin Alexanderplatz, regia di Phil Jutzi (1931)
- Il delitto Karamazov (Der Mörder Dimitri Karamasoff), regia di Fyodor Otsep (1931)
- Glückspilze, regia di Robert A. Stemmle (1935)
- Mein Leben für Maria Isabell, regia di Erich Waschneck (1935)
- Giovanna d'Arco (Das Mädchen Johanna), regia di Gustav Ucicky (1935)
- Donne e carnefici (Henker, Frauen und Soldaten), regia di Johannes Meyer (1935)
- L'imperatore della California (Der Kaiser von Kalifornien), regia di Luis Trenker (1935)
- Fridericus, regia di Johannes Meyer (1937)
- Alarm in Peking, regia di Herbert Selpin (1937)
- Ein Volksfeind, regia di Hans Steinhoff (1937)
- Revolutionshochzeit'', regia di Hans H. Zerlett (1938)
- Geheimzeichen L-B-17, regia di Viktor Tourjanski (1938)
- Am seidenen Faden, regia di Robert A. Stemmle (1938)
- Das Stilett'', regia di Jürgen von Alten (1939)
- L'accusato di Norimberga (Das unsterbliche Herz), regia di Veit Harlan (1939)
- Il mistero dei due volti (Der grüne Kaiser), regia di Paul Mundorf
- La donna del mistero (Die Frau ohne Vergangenheit), regia di Nunzio Malasomma (1939)
- La vita del dottor Koch (Robert Koch, der Bekämpfer des Todes), regia di Hans Steinhoff (1939)
- Der ewige Quell, regia Fritz Kirchhoff (1940)
- I Rothschild (Die Rotschilds), regia di Erich Waschneck (1940)
- I masnadieri (Friedrich Schiller - Der Triumph eines Genies ), regia di Herbert Maisch (1940)
- Terra Bassa (Tiefland), regia di Leni Riefenstahl (1954)
- Es, regia di Ulrich Schamoni (1966)
- Der Freischütz, regia di Joachim Hesse (1968)
- Wir zwei, regia di Ulrich Schamoni (1970)
- La donna mancina (Die linkshändige Frau), regia di Peter Handke (1978)
- Francesca degli angeli (Francesca), regia di Vérénice Rudolph (1987)